# Frejlev Sogn
Frejlev Sogn er et sogn i Aalborg Vestre Provsti (Aalborg Stift).
I 1800-tallet var Frejlev Sogn anneks til Sønderholm Sogn. Begge sogne hørte til Hornum Herred i Ålborg Amt. Sønderholm-Frejlev sognekommune blev ved kommunalreformen i 1970 indlemmet i Aalborg Kommune.
I Frejlev Sogn ligger Frejlev Kirke.
I sognet findes følgende autoriserede stednavne:
- Drastrup (bebyggelse, ejerlav)
- Frejlev (bebyggelse, ejerlav)
- Frejlev Mark (bebyggelse)
- Mulesgrav (areal)
- Oddershøj (areal)
- Rævekilde (vandareal)